# Svah

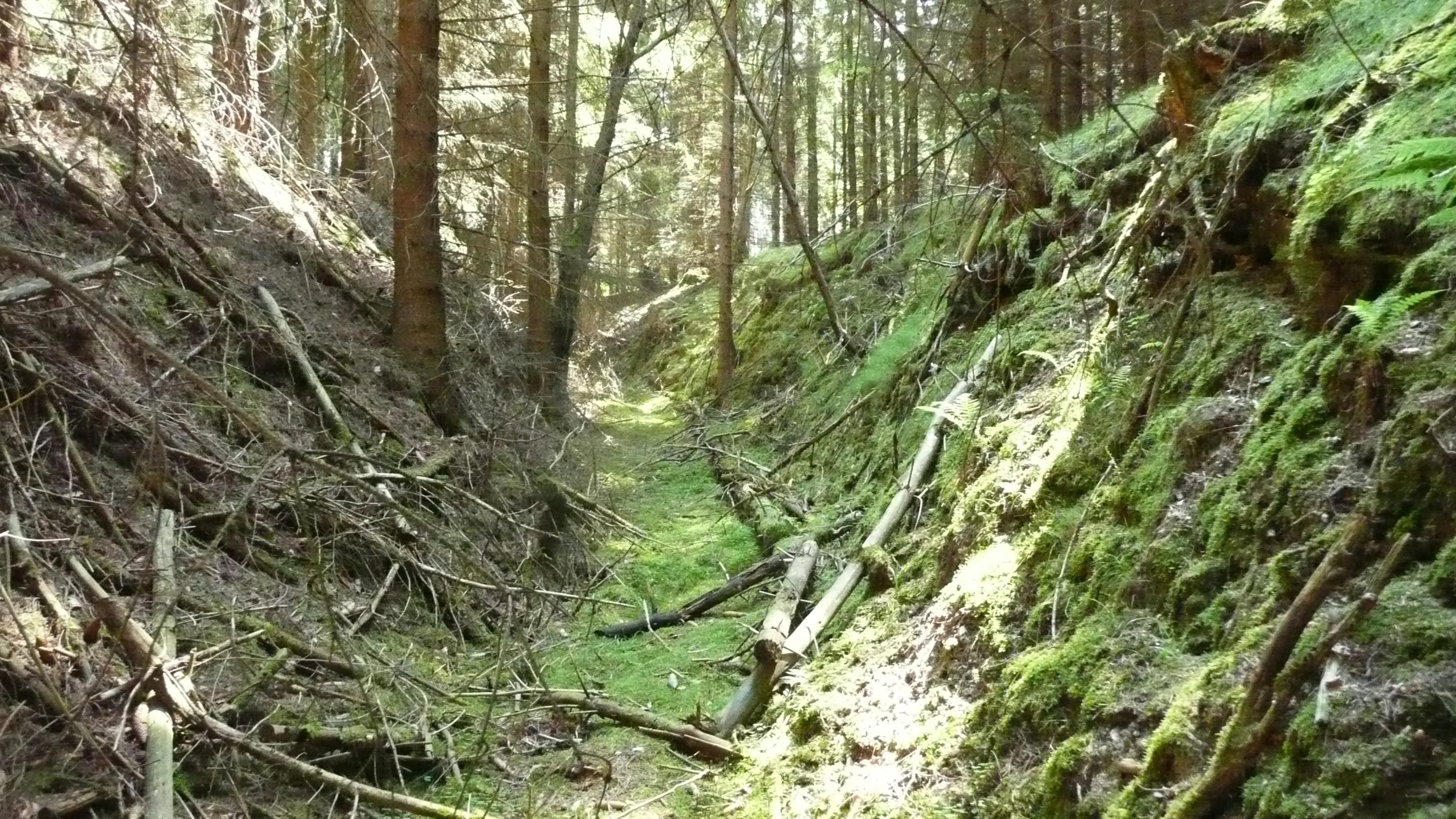
Svahy v Plzeňské pahorkatině

Svah je forma nakloněného terénu, který se vyskytuje okolo vyvýšených míst. Svah může dosahovat různého náklonu v závislosti na jeho příkrosti. Při pohybu předmětů po svahu se hovoří o tzv. svahových pohybech, které významnou měrou mohou měnit tvář krajiny.
V některých odvětvích lidské činnosti jsou vyhledávány svahy orientovány na světové strany. Např. u vinařství a pěstování vinné révy jsou preferovány svahy, které zaručují více slunečního svitu a tepla – na severní polokouli tak jde o jižní svahy. Pro lyžování a stavbu sjezdovek jsou naopak výhodné svahy, kde se déle drží sníh – na severní polokouli tedy jde o severní svahy. Na jižní polokouli je to pak obráceně – svahy jižní, od rovníku odvrácené, jsou vhodnější pro lyžování a svahy severní, k němu přivrácené, pro vinařství.

## Zpevnění svahu
Rozlišujeme zpevňování svahu dle účelu – estetické a funkční. Estetické zpevnění se řeší především na zahrádkách, kde se často vyskytuje problém s vysycháním půdy. K tomuto účelu se používá zpevnění půdokryvnými rostlinami (dřevinami, růžemi, plazivcemi, apod.). Rostliny půdu zpevní a zadrží vláhu. Mohou se využít také zatravňovací rohože, které prorůstají travou a vyžadují minimální údržbu. Na řešení velmi svažitých terénů, problémy se statikou nebo sanaci se používají sítě, geobuňky, matrace, nebo opět rohože.